# 凯茜·麦科马克
凯茜·麦科马克（英語：Kathy McCormack，1974年2月16日—），加拿大女子冰球运动员，场上位置是前锋。她曾代表加拿大国家队参加1998年冬季奥林匹克运动会冰球比赛，获得一枚银牌。